# A magyar labdarúgó-válogatott mérkőzései 1967-ben
A magyar labdarúgó-válogatottnak 1967-ben hat találkozója volt, ebből négy mérkőzés az 1968-as labdarúgó-Európa-bajnokság selejtezője volt. Három találkozón, Hollandia ellen 2–1, Dánia ellen 2–0, NDK ellen Budapesten 3–1 arányban a magyar csapat nyert, Lipcsében viszont a házigazdák 1–0-ra. A Jugoszlávia és Ausztria elleni barátságos meccseket is a magyar válogatott nyerte meg.
Szövetségi kapitány:
- Illovszky Rudolf

## Eredmények
432. mérkőzés
| 1967. április 23. |

| Magyarország | 1–0             | Jugoszlávia |
| ------------ | --------------- | ----------- |
| Bene 24'     | (1–0) Részletek |             |

| Népstadion, Budapest Nézőszám: 30 000 Játékvezető: Robert Héliès (FRA) |

433. mérkőzés – Eb-selejtező
| 1967. május 10. |

| Magyarország                     | 2–1             | Hollandia    |
| -------------------------------- | --------------- | ------------ |
| Mészöly 7' (11-esből) Farkas 38' | (2–0) Részletek | Suurbier 59' |

| Népstadion, Budapest Nézőszám: 30 000 Játékvezető: Friedrich Mayer (AUT) |

434. mérkőzés – Eb-selejtező
| 1967. május 24. |

| Dánia | 0–2             | Magyarország        |
| ----- | --------------- | ------------------- |
|       | (0–1) Részletek | Albert 32' Bene 71' |

| Idraets Park, Koppenhága Nézőszám: 35 000 Játékvezető: John Gow (WAL) |

435. mérkőzés
| 1967. szeptember 6. |

| Ausztria | 1–3             | Magyarország                  |
| -------- | --------------- | ----------------------------- |
| Hof 78'  | (0–1) Részletek | Bene 41' Farkas 48' Varga 68' |

| Práter-stadion, Bécs Nézőszám: 58 000 Játékvezető: Othmar Huber (SUI) |

436. mérkőzés – Eb-selejtező
| 1967. szeptember 27. |

| Magyarország      | 3–1             | NDK         |
| ----------------- | --------------- | ----------- |
| Farkas 9' 47' 48' | (1–0) Részletek | Frenzel 58' |

| Népstadion, Budapest Nézőszám: 72 000 Játékvezető: Tofik Bahramov (URS) |

437. mérkőzés – Eb-selejtező
| 1967. október 29. |

| NDK         | 1–0             | Magyarország |
| ----------- | --------------- | ------------ |
| Frenzel 51' | (0–0) Részletek |              |

| Központi Stadion, Lipcse Nézőszám: 55 000 Játékvezető: Robert Héliès (FRA) |